# كاستيلو درجيلي
كاستيلو درجيلي (بالإيطالية: Castello d'Argile)‏ هي بلدية في مقاطعة بولونيا في إقليم إميليا رومانيا الإيطالي.

## السكان
في سنة 1861 بلغ عدد السكان 3٬275 نسمة، وتطور العدد ليصل في سنة 2011 لـ 6٬458 نسمة.
يظهر هذا المخطط البياني تطور النمو السكاني لـ كاستيلو درجيلي